# 273936 Tangjingchuan
273936 Tangjingchuan este o planetă minoră (asteroid) din centura de asteroizi. A fost descoperită pe 9 mai 2007 la Lulin Observatory⁠(d) de . 
Obiectul prezintă o orbită caracterizată de o semiaxă mare de 2,603408273124 UAi, o excentricitate de 0,18128476383148, o înclinație de 16,533405125121 ° în raport cu ecliptica.